# Pyrausta rubrivena
Pyrausta rubrivena là một loài bướm đêm trong họ Crambidae.